# Jan Henryk Dąbrowski
Jan Henryk Dąbrowski (Pierzchów, 29. kolovoza 1755. – Winnogóra, 6. lipnja 1818.) - poljski general i nacionalni heroj.

## Rat u Poljskoj
Odrastao je u Saskoj i služio nekoliko godina u saksonskoj vojsci. Bio je konjički časnik, koji se obrazovao u vojnoj školi u Dresdenu. Poljski Sejm je 1791. pozvao sve Poljake, koji su služili u stranim vojskama, da se vrate u Poljsku. Kada se Dąbrowski vratio u Poljsku dobio je zadatak, da reformira konjicu. Pod zapovjedništvom Józefa Poniatowskog sudjelovao je u vojnoj kampanji 1792. protiv Rusa. Nalazio se u Poljskoj, kada je započeo Košćuškov ustanak 1794. Aktivno je sudjelovao u obrani Varšave i predvodio je jedan korpus, koji je podržavao ustanak u Velikoj Poljskoj. Bio je hrabar časnik, a Tadeuš Košćuško ga je unaprijedio u generala. Ne samo da ga je Košćuško cijenio, nego i nakon sloma Košćuška ustanka ruska i pruska vojska su mu ponudili položaj.

## Poljska legija
Dąbrowski je u povijesti Poljske poznat kao organizator Poljske legije za vrijeme borbe u Italiji u okviru Francuskih revolucionarnih ratova. Napoleon Bonaparte ga je 1796. pozvao u Pariz. Cisalpinska Republika je imala potrebu za poljskom vojnom pomoći. Bilo je to nakon treće podjele Poljske 1796., kada je Poljska nestala s karte Europe. Poljaci su nastojali pomoći Napoleonu nadajući se da će na taj način Francuska uzvratiti uslugu i pomoći obnovu poljske neovisnosti. Bilo je to vrijeme kada Francuzi nisu mogli regrutirati dovoljno Talijana. Poljska pomoć im je bila dragocjena.
Poljske legije bile su sačinjene od poljskih emigranata. Te jedinice imale su poljske uniforme, nacionalne oznake i poljske časnike. Jedino su epolete na uniformama imale boje Lombardije i francusku trobojnicu. Manifest Dąbrowskoga u kome je pozivao Poljake tiskao se u talijanskim, francuskim i njemačkim novinama i bio je jako dobro primljen od strane poljskih emigranata. Ubrzo se u Milano skupilo nekoliko tisuća dobrovoljaca, iako su velike sile koje su podijelile Poljsku prijetile kaznama. Dąbrowski je za kratko vrijeme sakupio 7000 dobrovoljaca, koje je obučio i napravio discipliniranu vojsku.
Borio se na strani Napoleona od svibnja 1797. do početka 1803. Kao zapovjednik legije imao je istaknutu ulogu u ratu u Italiji. Ušao je u svibnju 1798. u Rim i istaknuo se 19. lipnja 1799. u bitci kod Trebije. Istakao se i u drugim bitkama od 1799. do 1801. Nažalost poljske legije nikad nisu ostvarile ono o čemu je Dąbrowski maštao, da dođu do Poljske i oslobode zemlju. Napoleon je primijetio rastuće nezadovoljstvo poljskih vojnika i časnika, posebno nakon što su Francuska i Rusija potpisale mir u Lunéville. Poljaci su izgubili nadu da će Napoleon osloboditi Poljsku. Napoleon se bojao da će se poljske legije pobuniti, pa je odlučio da ih rasprši. Oko 6000 Poljaka je poslao 1803. da slome pobunu na Haitiju. S Haitija se vratilo samo 3000 Poljaka.

## Varšavsko vojvodstvo
Nakon raspuštanja legija i potpisivanja mira Dąbrowski je postao general divizije u službi Talijanske Republike. Napoleon ga je ponovno pozvao 1806. s namjerom, da se pokrene poljska formacija s kojom će oslobađati Veliku Poljsku od Pruske. Ponovo su se prijavili poljski dobrovoljci, ali s mnogo manje entuzijazma nego prvi put. Dombrovski se istakao u bitci kod Gdanjska i bitci kod Fridlanda 1807.
Varšavsko vojvodstvo je stvoreno 1807. od poljskih dijelova Pruske. Bila je to vazalna Napoleonova država. Dąbrowskije bio razočaran, jer je Napoleon zabranio da se bori za preostale poljske teritorije. Povukao se na svoje imanje kraj Poznanja. Ipak već 1808. kreće u rat protiv Austrije pod zapovjedništvom Józefa Poniatowskog. Poljska vojska je ušla u Galiciju i 15. srpnja 1808. zauzela Krakov.
Dąbrowski je zapovijedao u lipnju 1812. poljskom divizijom u sastavu Napoleonove Velike armije prilikom Napoleonove invazije na Rusiju. Imali su ogromne gubitke. Prilikom prelaska rijeke Berezine Dąbrowski je ranjen. Borio se pod zapovjedništvom maršala Augustea Marmonta u bitci kod Leipziga 1813. Vratio se 1814. u Poljsku, jer se više nije mogao boriti.

## Kongresna Poljska
Poljska je po odlukama Bečkog kongresa 1815. bila u personalnoj uniji s carskom Rusijom. Ruski car je imenovao Dąbrowskoga generalom konjice i palatinskom senatorom u kongresnoj Poljskoj. Povukao se u mirovinu na svoje imanje, gdje je i umro 1818. Napisao je nekoliko vojno-povijesnih djela na poljskom jeziku.

## Poljska himna
Poljska himna zove se Dąbrowskova mazurka (polj. Mazurek Dąbrowskiego), a 1797. napisao ju je Józef Wybicki. Pjesma se u početku zvala "Pjesma poljskih legija u Italiji" ("Pieśń Legionów Polskich we Włoszech"), a bila je poznata i pod imenom "Još Poljska ni propala", prema početnim stihovima  "Jeszcze Polska nie zginęła". Ove se riječi često krivo navode kao neslužbeni poljski državni moto. Pjesma je dobila na važnosti i postala jedna od najpopularnijih himni tijekom studenačkog ustanka 1830. i siječanjskog ustanka 1863. 